# Meursanges
Meursanges é uma comuna francesa na região administrativa da Borgonha-Franco-Condado, no departamento de Côte-d'Or. Estende-se por uma área de 14,18 km². Em 2010 a comuna tinha 580 habitantes (densidade: 40,9 hab./km²).